# لانتانا هجينة
لانتانا هجينة (الاسم العلمي: Lantana mista) هي نوع نباتي يتبع جنس اللانتانا من فصيلة اللويزية.